# Saint-Michel-des-Saints
Saint-Michel-des-Saints (AFI: /sɛ̃miʃɛldɛsɛ̃/), antiguamente  Saint-Ignace-des-Monts,  Saint-Ignace-du-Lac y Masson-et-Laviolette , es un municipio perteneciente a la provincia de Quebec en Canadá. Forma parte del municipio regional de condado (MRC) de Matawinie en la región administrativa de Lanaudière.

## Geografía

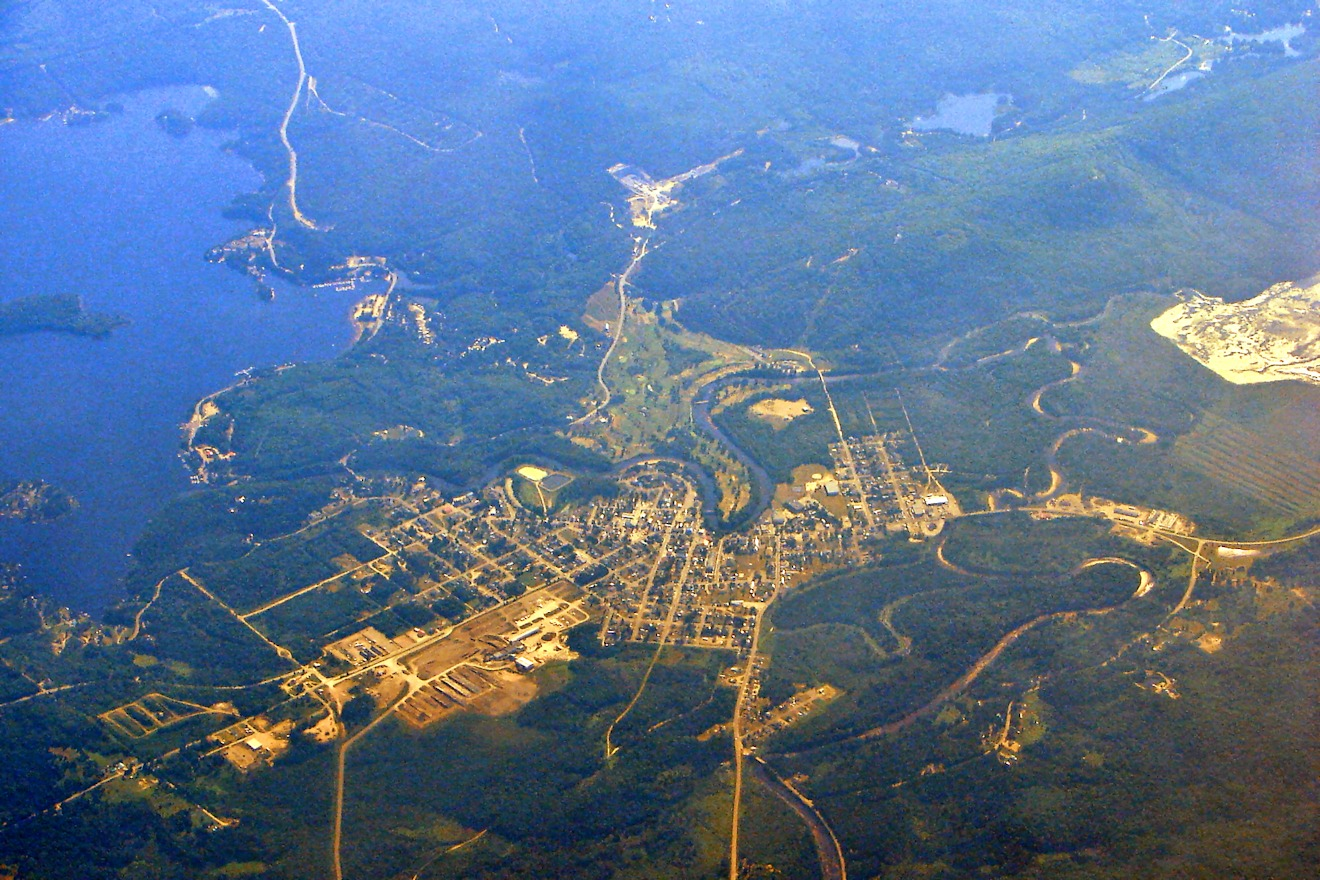
Pueblo de Saint-Michel-des-Saints

Saint-Michel-des-Saints se encuentra en el macizo de Laurentides al centro norte de Matawinie, 50 kilómetros al norte de Sainte-Émélie-de-l’Énergie. Limita al noreste con Baie-de-la-Bouteille, al sureste con Saint-Zénon, al suroeste con Saint-Guillaume-Nord y al noroeste con Lac-Matawin. Es un de los municipios de Quebec más extensos. Su superficie total es de 569,52 km², de los cuales 495,75 km² son tierra firme. Muchos ríos y estanques bañan el territorio, como el Matawin, el Sauvage y el Negro, así como los lagos des Pins, Aigu, Barré, Durand, Beauséjour, Hazen, Melançon y Kaiagamac.

## Urbanismo

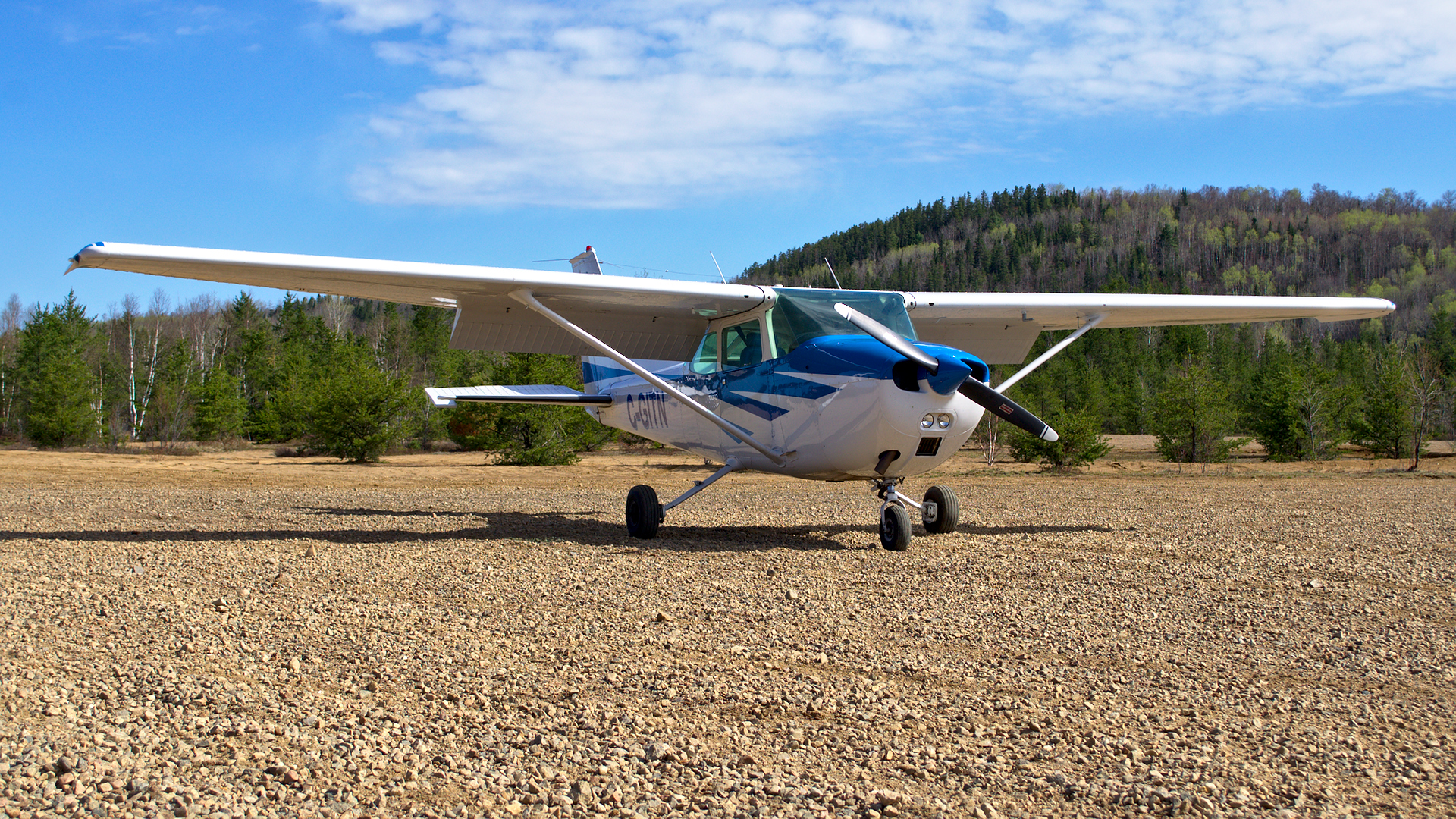
Cessna 172 en el aeropuerto de Saint-Michel-des-Saints

Saint-Michel-des-Saints ocupa el territorio de partes de cantones de Brassard y de Prévost. El pueblo de Saint-Michel-des-Saints está situado hasta meandros del Matawin. La población de Saint-Ignace-du-Lac se encuentra a una distancia de 15 kilómetros al este del pueblo de Saint-Michel-des-Saints. La ruta Brassard (carretera regional  QC 131  ) une Saint-Ignace-du-Lac y Saint-Michel-des-Saints a Sainte-Émélie-de-l’Énergie y Joliette al sur. La ruta des Aulnaies se dirige hacia Manawan al norte aunque la calle Saint-Michel y la ruta des Cyprès va hacia Saint-Donat al oeste.

## Historia
Una pequeña comunidad se estableció hasta el pequeño lago Saint-Ignace (ahora lago Aigu) y el lago Barré. Esta población fue llamada Saint-Ignace-des-Monts. En 1863, el padre Thomas-Léandre Brassard y otros compañeros remontaron el río L’Assomption y el río Cyprès (ahora Matawin) y se establecieron hasta de la catarata Roberval, cerca el lago des Pins. Brassard hizo construir un molino y una mansión. Dio a esta nueva población el nombre de Saint-Michel-des-Saints, honrando San Miguel de los Santos. El camino utilizado entonces pasaba por el valle de Mantawa. La industria forestal permitió el desarrollo de la localidad. La oficina de correos de abrió en 1870. En 1877, el municipio de Saint-Ignace-du-Lac, nombre remplazando Saint-Ignace-des-Monts, fue instituido. La parroquia católica de Saint-Michel-des-Saints fue creada oficialmente en 1883. En 1885, el municipio de Saint-Michel-des-Saints fue instituido. Los cantones de Masson y de Laviolette fueron creados en 1894. . Estos nombres recuerdan Louis François-Rodrigue Masson, vicegobernador de Quebec y Laviolette, fundador de Trois-Rivières. En 1914, el municipio de los cantones unidos de Masson-et-Laviolette fue instituido. En 1929, la construcción de una presa en el río Matawin creó la embalse Taureau e inundó el pueblo de Saint-Ignace-du-Lac. Esta comunidad tuvo que se relocalizar y el municipio de Saint-Ignace-du-Lac se anexó al municipio de Saint-Michel-des-Saints en 1931. En 1979, los municipios de Saint-Michel-des-Saints y de Masson-et-Laviolette se fusionaron para formar el municipio actual de Saint-Michel-des-Saints. La industria turística se han implantado relativamente recientemente.

## Política
Saint-Michel-des-Saints es un municipio formando parte del MRC de Matawinie. El consejo municipal se compone del alcalde y de seis consejeros sin división territorial. El alcalde actual (2016) es Réjean Drouin, que sucedió a Jean-Pierre Bellerose en 2013.
|            | 2005-2009                                                                                   | 2009-2013                                                                                   | 2013-2017                                                                                    |
| Alcalde    | Jean-Pierre Bellerose                                                                       | Jean-Pierre Bellerose                                                                       | Réjean Drouin                                                                                |
| Consejeros | Daniel Bellerose Nicole Cantara Gilles Coutu François Dubeau Guylaine Gagné Richard Gilbert | Daniel Bellerose Nicole Cantara Gilles Coutu François Dubeau Guylaine Gagné Richard Gilbert | Gilles Boisvert François Dubeau Guylaine Gagné Richard Gilbert Gilles Sénécal# Pierre Tardif |

* Consejero al inicio del mandato pero no al fin.  ** Consejero al fin del mandato pero no al inicio. # En el partido del alcalde.
El territorio de Saint-Michel-des-Saints está ubicado en la circunscripción electoral de Berthier a nivel provincial y de Montcalm  a nivel federal.

## Demografía
Según el censo de Canadá de 2011, Saint-Michel-des-Saints contaba con 2201 habitantes. La densidad de población estaba de 4,4 hab./km². Entre 2006 y 2011 habría amado una disminución de 512 habitantes (18,9 %). En 2011, el número total de inmuebles particulares era de 1774, de los cuales 979 estaban ocupados por residentes habituales, otros siendo desocupados o residencias secundarias. El pueblo de Saint-Michel-des-Saints contaba con 1379 habitantes, o 62,9 % de la población del municipio, en 2011.
Evolución de la población total, 1991-2015
* Datos pueden ser no correctos.

## Cultura
La biblioteca Antonio St-Georges presta servicio a la comunidad local.